# Jagjit Singh Aurora
Jagjit Singh Aurora (* 13. Februar 1916 in Kalle Gujjran, Punjab, Britisch-Indien; † 3. Mai 2005 in Neu-Delhi) war ein Generalleutnant der Indischen Streitkräfte und gehörte zu den Architekten des Sieges von Indien im Bangladesch-Krieg 1971.

## Leben
Der Sikh Aurora wurde im Dorf Kalle Gujjran im Distrikt Jhelam geboren. Er trat 1939 in den Militärdienst der British Indian Army und nahm während des Zweiten Weltkrieges an Kampfhandlung in Burma, dem heutigen Myanmar, teil.
Er nahm bereits am Ersten Indisch-Pakistanischen Krieg zwischen 1947 und 1949 sowie von August bis September 1965 am Zweiten Indisch-Pakistanischen Krieg teil, bei denen es jeweils um erhobene Ansprüche der beiden Staaten an Kaschmir ging. Dazwischen war 1961 als Brigadegeneral Leiter der Militär- und Verbindungsmission in Bhutan.
Während des Dritten Indisch-Pakistanischen Krieges, dem sogenannten Bangladesch-Krieg, war er im Dezember 1971 Generalleutnant und Kommandeur des Östlichen Kommandos der Indischen Streitkräfte, und führte diese zusammen mit Guerillaeinheiten aus dem damaligen Ostpakistan zum Sieg gegen Pakistan. Dabei sicherte er die Kapitulation von rund 90.000 pakistanischen Soldaten und damit letztlich den Weg für die Souveränität Bangladeschs von Pakistan am 16. Dezember 1971. 1973 trat er in den Ruhestand.